# Васькино (Свердловская область)
Васькино — деревня Нижнесергинского района  Свердловской области России, входит в состав муниципального образования «Клёновское сельское поселение». 

## География
Деревня Васькино муниципального образования «Нижнесергинский муниципальный район», входит в состав муниципального образования «Клёновское сельское поселение», расположена в 33 километрах к западу-северо-западу от города Нижние Серги (по автотрассе в 78 километрах), на обоих берегах реки Пут (левый приток реки Бисерть, бассейна реки Уфа).

## Население
| 2002 | 2010 | 2021 |
| ---- | ---- | ---- |
| 518  | ↘456 | ↘328 |

### Известные люди
В деревне родился Шагапов, Рафаил Хасанович (1934—1998) — советский и российский тренер и педагог.